# Sinsat
Sinsat é uma ex-comuna francesa na região administrativa de Occitânia, no departamento de Ariège. Estende-se por uma área de 4,01 km². Em 2010 a comuna tinha 161 habitantes (densidade: 40,1 hab./km²).
Em 1 de janeiro de 2019, ela foi inserida no território da nova comuna de Aulos-Sinsat.